# Lindormssönernas ätt
Lindormssönernas ätt eller Lindormsätten är ett konventionellt släktnamn på en medeltida svensk frälsesläkt vilken har fått sitt nutida namn efter en Lindorm vars två söner förde ett vapen med en sparre över ett blad. 1336 använde Peter Lindormsson ett sigill med denna vapenbild, och brodern Bengt Lindormsson, beseglade ett dokument 1344 med sitt sigill, med samma vapen. Ätten har av Nils Gabriel Djurklou angetts som en möjlig gren av den danska ätten Domasse.
Vapen: en heraldisk sparre  över ett skaftat blad.
Djurklou skriver 1891 i avhandlingen Svenska släkter med sparren öfver ett blad till sköldemärke:
Den 2 januari 1344 upplåta Benkt Lindormsson, med sparren öfver ett skaftadt blad i sitt ännu bevarade sigill, och Åbjörn Nockesson till Kristina Lindormssdotter den andel i Asöja, som herr Göte (möjligen presten herr Göte i Unnaryd nämnd 1337) där förvärfvat, och ehuru det icke är lätt att afgöra livar detta Asöja varit beläget, tyda dock alla omständigheter därpå att det bör sökas i Småland, där Benkt 2 år senare uppträder såsom sigillvittne. Det förefaller som om den ifrågavarande gården varit ett oskiftadt arfvegods, och det ligger då nära till hands att antaga det Benkt och Åbjörn varit svågrar, och den senare gift med en syster till Benkt och Kristina. Om henne hafva inga upplysningar kunnat vinnas, men samtidigt med dessa uppträder med samma vapen en Petter Lindormsson såsom sigillvittne i Varberg 1336 och är den 9 maj 1345 pa Bohus slott jämte flera andra närvarande vid Sigvid Tranas morgongåfva till Martha Philipsdotter, 4 hvilken gåfva efter halländsk sed och lag gafs före bröllopet. Den 25 maj 1347 är han i Lödöse och kallas då advocatus norræ Hallandie, deltager 1357 i en kompromiss för bestämmande af det vederlag, som borde lämnas för godset Hammar i norra Halland, hvilket konungens moder hertiginnan Ingeborg skänkt till Skänninge nunnekloster. Han kallas år 1358 riddare, men synes hafva aflidit kort därefter, ty 1360 omtalas hans enka fru Margaretha. Pa samma gång som Petter är äfven en Arvid LindormBson gäst vid Sigvid Tranas bröllop och vittne till hans morgongåfva. Denne Arvid kallas 1347, da han jämte Petter Lindormsson bevittnar försäljningen af Rackaby klosters gods på Seland och Möen, »præfectus Scanie». Intet af hans sigill har bevarats, men af många skäl är det antagligt, att han fört samma vapen som Petter och varit en broder till denne.

## Utgreningar av ätten
Som nära släkt med Lindormssönerna räknas Abjörnssönerna vilka tillhörde en ätt som idag kallas Abjörnssönernas ätt, de var ättlingar till en Abjörn Nockesson, gift med en Ragnhild Lindormsdotter, och vars gemensamma son Jöns Abjörnsson först förde faderns sexuddiga stjärna i vapnet, men efter 1390 upptog moderns sköldemärke, som tillsammans med liknande vapenbilder, idag ingår i gruppen av ätter som sammanförda kallas Sparre över blad.